# Nuclear Blast
«Nuclear Blast» — німецька студія звукозапису, яка працює з групами, що грають важкий метал. Лейбл заснований у місті Donzdorf у 1987 році Маркусом Штайгером.

## Історія
Маркус Штайгер заснував власну студію та назвав її спочатку просто Blast, це було обумовлене тим, що він тільки повернувся з США, де відвідав концерт улюбленої групи Bl'ast. Але невдовзі назва була змінена на Nuclear Blast . Першою на лейблі тиражем 1000 примірників вийшла платівка «Senseless Death» (NB 001). Це була збірка пісень різних американських груп, що грали музику у стилі хардкор — Attitude, Sacred Denial, Impulse Manslaughter та інші. Після цього було видано ще кілька дисків подібної тематики — «Condemned» (NB 002), «Impulse Manslaughter» (NB 003), «Cancerous Growth», «Sacred Denial» та «Stark Raving Mad».
Діяльність лейблу не обмежувалась записом композицій у стилі панк та хардкор. Маркус Штайгер знайшов групу з Лас-Вегаса Righteous Pigs, яка грала у новому стилі гріндкор та допоміг записати альбом. Студія стала відома у 1990 році після виходу платівки з записами дез-метал груп Atrocity, Deathstars, Master, Opprobrium, яка розійшлася тиражем 30 тисяч примірників. У 1990 — 1993 роках на студії записувались групи Hypocrisy, Dismember та Kataklysm, що стали класикою стилю дез-метал. Також з лейблом співпрацювали музиканти напрямів готик-метал та дум-метал Therion та Amorphis. В цей час Nuclear Blast відкрив філіал у США.
У 1994 — 1996 роках виходили альбоми груп Highlights of Benediction («Trascend The Rubicon»), Dissection («Storm Of The Lights Bane»), Therion («Theli») та In Flames («The Jester Race»). У 1996 диск «Erase» колективу Gorefest був першим альбомом, який потрапив чарти, у цьому ж році там опинився альбом групи Amorphis «Elegy». У 1997 одразу 5 дисків, виданих на лейблі потрапили до чартів. «A'arab Zaraq» групи Therion стартував з 98 позиції, альбом «Enthrone Darkness Triumphant» колективу Dimmu Borgir — досягнув 75 місця. Найбільшого успіху досягнув альбом шведського гурту HammerFall, який потрапив на 38 місце. Також до чартів потрапили диски «Awake» групи Crematory та «Whoracle» від In Flames. Почав друкуватися каталог продукції компанії, який вміщував 100 сторінок та кожен квартал розсилався у 50 країн.
1998 року 9 проєктів студії потрапили у німецькі, а деякі — у британські чарти. На підтримку своїх груп Nuclear Blast проводив фестивалі, які збирали багато прихильників. У цьому ж році відкрився інтернет-магазин, в якому можна було замовити нову продукцію компанії. У 1999 до чартів потрапили 14 дисків компанії, у тому числі концертний альбом Manowar «Hell on Stage», у чарти 6 країн потрапила група Dimmu Borgir.
2000 року у хіт-паради потрапили 13 дисків від Nuclear Blast, пісні Helloween та Stratovarius піднялися на перше місце хіт-параду Фінляндії. Компанія відкрила власну крамницю, де можна було купити будь-який альбом, квитки на концерти, іноді навіть проводилися акції по роздачі автографів виконавцями.
2001 року новий альбом Dimmu Borgir потрапив на 18 місце німецького чарту Media Control та був у чартах інших 8 європейських країн. Була створена нова компанія «Rebelution Entertainment», яка спеціалізується на сучаснішій музиці. Каталог Nuclear Blast кожного кварталу випускався тиражем 140 тисяч примірників. У 2002 році успіху досяг проєкт Immortal. Крім того студійний альбом Manowar «Warriors Of The World» досяг 2 позиції у чартах Німеччини. Влітку компанія відкрила представництво у Бразилії, у місті Сан-Паулу. В цьому ж році лейбл почав випускати диски у форматі DVD-Audio.
2003 року диски гуртів HammerFall та Manowar стали золотими. Американський філіал компанії переїхав до Лос-Анджелесу. 2004 року альбом групи Nightwish «Once» зайняв перше місце у чарті Німеччини.
2005 року тираж каталогу продукції студії був збільшений до 200 тисяч примірників, кількість сторінок до 148. У ньому з'явилось багато репортажів, оглядів, у тому числі з музикантами не пов'язаними з лейблом. З'явилася електронна версія каталогу. У 2006 році 17 колективів студії взяли участь у фестивалі EARTHSHAKER. Крім того вийшов документальний фільм Андреаса Гайгера про важкий метал у Німеччині, однією з головних дійових осіб якого став Маркус Штайгер.
2007 року Nuclear Blast святкував 20 років діяльності, з нагоди чого вийшла збірка «Out Of The Dark», у записі якої взяли участь музиканти з різних проєктів лейблу.

## Список гуртів
- Abomination (відписались)
- Accept
- After Forever (відписались)
- Agathodaimon (відписались)
- Agnostic Front
- Alesana
- Alkemyst (відписались)
- All Shall Perish
- Am I Blood (відписались)
- Amorphis
- Angelzoom (відписались)
- Annotations of an Autopsy (Тільки Англія) (Відписались)
- Anthrax (Тільки Європа)
- Anti-Mortem
- Arsis (Тільки США)
- Ashes Of Ares
- Augury (тільки США)
- Avantasia
- Bal-Sagoth (відписались)
- Barcode (відписались)
- Battle Beast [1]
- Battlecross (відписались)
- Behemoth
- Belphegor
- Benediction
- Biohazard
- Black Star Riders [2]
- Blackguard (Тільки Європа) (відписались)
- Bleed the Sky (відписались)
- Bleeding Through (Тільки Європа) (відписались)
- Blind Guardian
- Bludgeon (відписались)
- Brutality (відписались)
- Before the Dawn
- Bullet [3]
- Bury Tomorrow
- Brujeria
- Callejon (відписались)
- Candlemass (відписались)
- Carcass
- Carnifex
- Cathedral (відписались)
- Children of Bodom
- Chimaira (Cleveland Ohio) (відписались)
- Cipher System
- Chrome Division
- Clawfinger(відписались)
- Coldseed (відписались)
- Communic
- Condemned
- Control Denied (відписались)
- Crack Up (відписались)
- Cradle of Filth (відписались)
- Crematory (відписались
- Crucified Barbara (тільки США)
- Crystal Ball (відписались)